# 白髪山 (高知県香美市)
白髪山（しらがやま）は、高知県香美市（旧・物部村）に位置する剣山系の標高1,769.7mの山で、四国百名山に選ばれている。

## 概要
高知県に白髪山は二座あり、当山は「土佐富士」「韮生富士」とも呼ばれ、区別するため奥白髪山と呼ばれている長岡郡本山町の白髪山とは別の山である。中腹より上は美しい笹原のスロープが広がり、山頂からは一級の展望が臨める。冬季は真っ白い冠雪の頂で山名の由来もそのあたりかもしれない。
国道195号から県道49号さらに県道217号そして林道西熊別府線により山深くまで車で入れる
ようになったため、40分ほどの登山で四国では高山である1700ｍ級の山に登れる。さらに、健脚でなくとも三嶺へ縦走することができる。

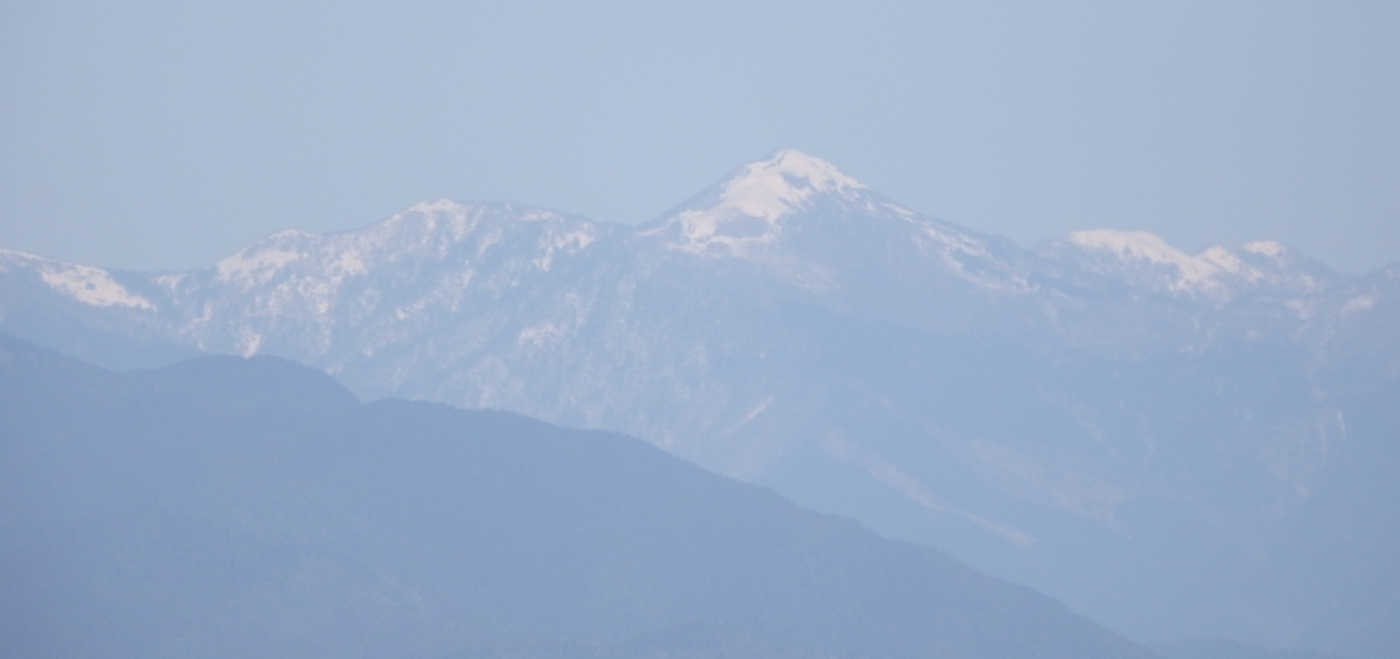
禅師峯寺より
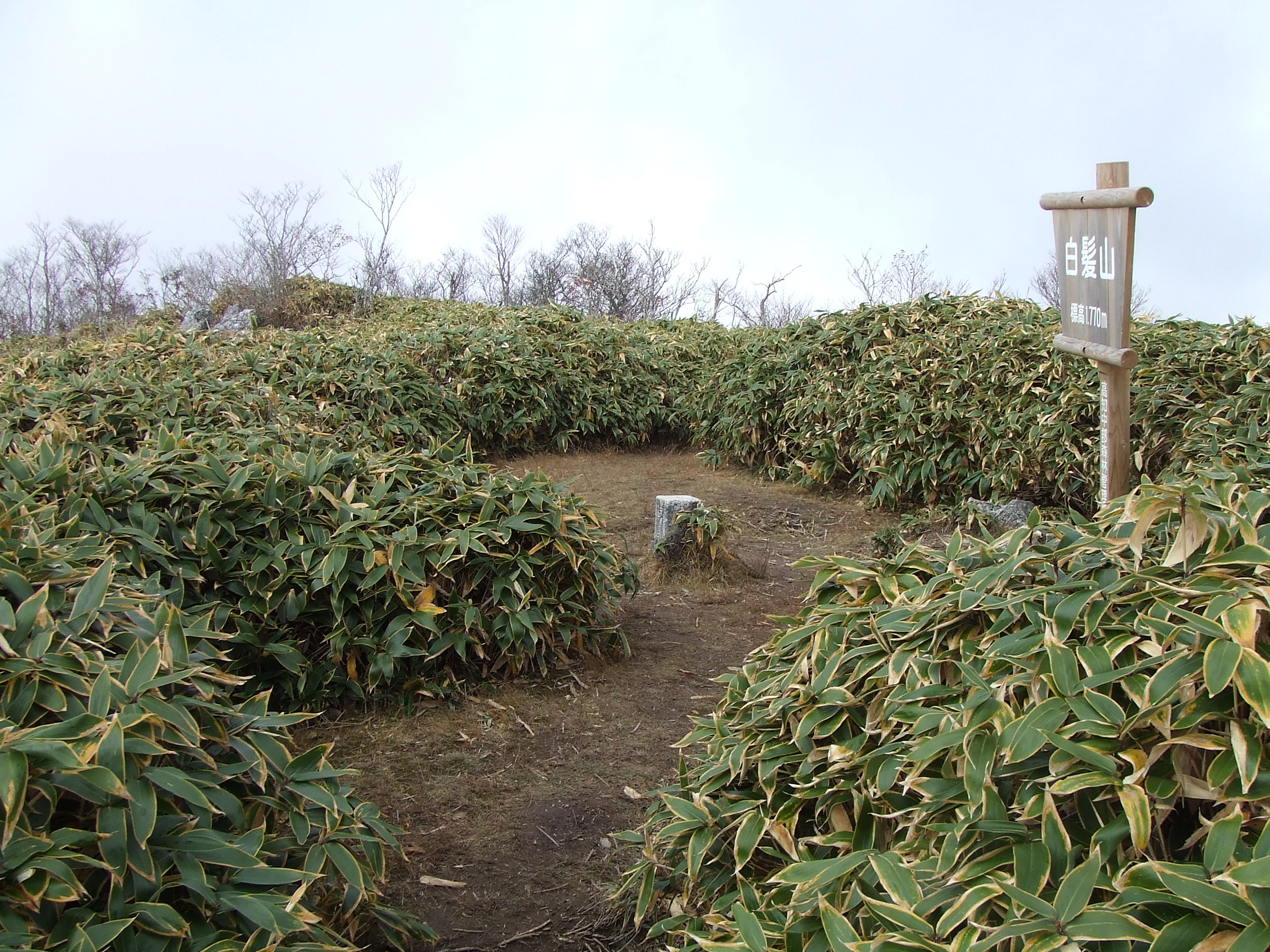
頂上